# Orthemis cultriformis
Orthemis cultriformis là loài chuồn chuồn trong họ Libellulidae. Loài này được Calvert mô tả khoa học đầu tiên năm 1899.